# Rogalands valkrets
Rogalands valkrets är en valkrets i Norge som omfattar Rogaland fylke. Den omfattar 13 distriktsmandat för Stortingets 169 ledamöter, samt utjämningsmandat.

## Valda ledamöter
Stortingsvalet i Norge 2013, 9 september 2013.Redigera Wikidata
- Bent Høie, Høyre
- Hege Haukeland Liadal, Arbeiderpartiet
- Arve Kambe, Høyre
- Tina Bru, Høyre
- Geir Pollestad, Senterpartiet
- Roy Steffensen, Fremskrittspartiet
- Geir Toskedal, Kristelig Folkeparti
- Bente Thorsen, Fremskrittspartiet
- Olaug Bollestad, Kristelig Folkeparti
- Eirin Kristin Sund, Arbeiderpartiet
- Torstein Tvedt Solberg, Arbeiderpartiet
- Solveig Horne, Fremskrittspartiet
- Siri A. Meling, Høyre
- Iselin Nybø, Venstre

Stortingsvalet i Norge 2017, 11 september 2017.Redigera Wikidata
- Bent Høie, Høyre
- Geir Pollestad, Senterpartiet
- Sveinung Stensland, Høyre
- Hege Haukeland Liadal, Arbeiderpartiet
- Terje Halleland, Fremskrittspartiet
- Margret Hagerup, Høyre
- Øystein Langholm Hansen, Arbeiderpartiet
- Olaug Bollestad, Kristelig Folkeparti
- Torstein Tvedt Solberg, Arbeiderpartiet
- Hadia Tajik, Arbeiderpartiet
- Roy Steffensen, Fremskrittspartiet
- Solveig Horne, Fremskrittspartiet
- Tina Bru, Høyre
- Solfrid Lerbrekk, Sosialistisk Venstreparti

Stortingsvalet i Norge 2021, 13 september 2021.Redigera Wikidata
- Tina Bru, Høyre[1]
- Margret Hagerup, Høyre
- Terje Halleland, Fremskrittspartiet
- Tove Elise Madland, Arbeiderpartiet
- Lisa Marie Ness Klungland, Senterpartiet
- Ingrid Fiskaa, Sosialistisk Venstreparti
- Aleksander Stokkebø, Høyre
- Olaug Bollestad, Kristelig Folkeparti
- Torstein Tvedt Solberg, Arbeiderpartiet
- Hadia Tajik, Arbeiderpartiet[1]
- Geir Pollestad, Senterpartiet
- Roy Steffensen, Fremskrittspartiet
- Sveinung Stensland, Høyre
- Mimir Kristjansson, Rødt